# Le Mesnil-Vigot
Le Mesnil-Vigot est une ancienne commune française, commune déléguée de Remilly Les Marais depuis le 1er janvier 2017, située dans le département de la Manche en région Normandie, peuplée de 218 habitants.

## Géographie

### Localisation
La commune est aux confins du Coutançais et du Saint-Lois. Son bourg est à 10 km à l'est de Périers, à 17 km à l'ouest de Saint-Lô, à 19 km au nord-est de Coutances et à 20 km au sud de Carentan.
Les principaux lieux-dits sont : la Chesnaye, la Landaiserie, les Champs, Michel, les Vallées, la Rivière Haut, la Rivière Bas, la Borderie, le Mesnil, la Luderie, Lahette, la Parerie, la Butte Saint-Clair.
| Marchésieux                            | Remilly-sur-Lozon                      | Remilly-sur-Lozon                      |
| Feugères                               | du Mesnil-Vigot                        | Remilly-sur-Lozon                      |
| Marigny-le-Lozon (comm. dél. de Lozon) | Marigny-le-Lozon (comm. dél. de Lozon) | Marigny-le-Lozon (comm. dél. de Lozon) |

## Toponymie
Le nom de la localité est attesté sous les formes latinisées Maisnillum Vigot en 1192,, Maisnillum Wigoti en 1206, Mesnillo Vigot vers 1280.
Le premier élément Mesnil- représente l'ancien français mesnil « domaine rural », est à l'origine de nombreux toponymes du nord de la France, notamment en Normandie.
Le second, Vigot, représente un anthroponyme d'origine vieux norrois Vigautr (vieux danois Wigot) ou moins vraisemblablement francique Widgaud(us), qui s'accorde moins bien avec les formes anciennes (absence d'attestation d'un d). En outre, le Mesnil-Vigot est situé dans la zone de diffusion de la toponymie norroise, tout comme Igoville (Eure, Vigovilla vers 1240) et l'aire de distribution du patronyme Vigot est essentiellement dans la Manche, avec un foyer moins important en Bourgogne qui remonte lui vraisemblablement aux Burgondes. Vigot s'inscrit en Normandie dans une série de noms de familles (portés comme prénoms au Moyen Âge) se terminant par l'élément -got comme Angot et Turgot qui sont plus fréquents et d'origine scandinave avérée.
Le gentilé est Minn'Gotain.

## Politique et administration

### Liste des maires
| Période                                  | Période       | Identité         | Étiquette | Qualité   |
| ---------------------------------------- | ------------- | ---------------- | --------- | --------- |
| Les données manquantes sont à compléter. |               |                  |           |           |
| 1983                                     | mars 2001     | Roger Guilbert   |           |           |
| mars 2001                                | mars 2008     | Gustave Deshayes | SE        | Garagiste |
| mars 2008                                | décembre 2016 | Pierre Vaultier  | SE        | Retraité  |

Le conseil municipal était composé de onze membres dont le maire et deux adjoints.
| Période                                  | Période      | Identité      | Étiquette | Qualité |
| ---------------------------------------- | ------------ | ------------- | --------- | ------- |
| Les données manquantes sont à compléter. |              |               |           |         |
| mai 2020                                 | janvier 2023 | Joël Hébert   |           |         |
| février 2023                             | En cours     | Antoine Rigot |           |         |

### Jumelages
- Churchstanton (Royaume-Uni) depuis 1995. En 2023, l'association de jumelage décide de mettre un terme à son activité[12].

## Population et société

### Démographie
L'évolution du nombre d'habitants est connue à travers les recensements de la population effectués dans la commune depuis 1793. À partir du 1er janvier 2009, les populations légales des communes sont publiées annuellement dans le cadre d'un recensement qui repose désormais sur une collecte d'information annuelle, concernant successivement tous les territoires communaux au cours d'une période de cinq ans. 
Pour les communes de moins de 10 000 habitants, une enquête de recensement portant sur toute la population est réalisée tous les cinq ans, les populations légales des années intermédiaires étant quant à elles estimées par interpolation ou extrapolation. Pour la commune, le premier recensement exhaustif entrant dans le cadre du nouveau dispositif a été réalisé en 2005,.
En 2021, la commune comptait 218 habitants, en évolution de −0,46 % par rapport à 2015 (Manche : +0,44 %, France hors Mayotte : +2,49 %).
Le Mesnil-Vigot a compté jusqu'à 614 habitants en 1806.
| 1793 | 1800 | 1806 | 1821 | 1831 | 1836 | 1841 | 1846 | 1851 |
| ---- | ---- | ---- | ---- | ---- | ---- | ---- | ---- | ---- |
| 420  | 242  | 614  | 459  | 332  | 451  | 478  | 478  | 500  |

| 1856 | 1861 | 1866 | 1872 | 1876 | 1881 | 1886 | 1891 | 1896 |
| ---- | ---- | ---- | ---- | ---- | ---- | ---- | ---- | ---- |
| 480  | 484  | 483  | 476  | 488  | 508  | 504  | 515  | 503  |

| 1901 | 1906 | 1911 | 1921 | 1926 | 1931 | 1936 | 1946 | 1954 |
| ---- | ---- | ---- | ---- | ---- | ---- | ---- | ---- | ---- |
| 446  | 442  | 430  | 322  | 325  | 320  | 294  | 246  | 223  |

| 1962 | 1968 | 1975 | 1982 | 1990 | 1999 | 2005 | 2010 | 2015 |
| ---- | ---- | ---- | ---- | ---- | ---- | ---- | ---- | ---- |
| 240  | 238  | 227  | 221  | 207  | 214  | 243  | 261  | 219  |

| 2018 | - | - | - | - | - | - | - | - |
| ---- | - | - | - | - | - | - | - | - |
| 223  | - | - | - | - | - | - | - | - |

## Économie
La commune se situe dans la zone géographique des appellations d'origine protégée (AOP) Beurre d'Isigny et Crème d'Isigny.

## Culture locale et patrimoine

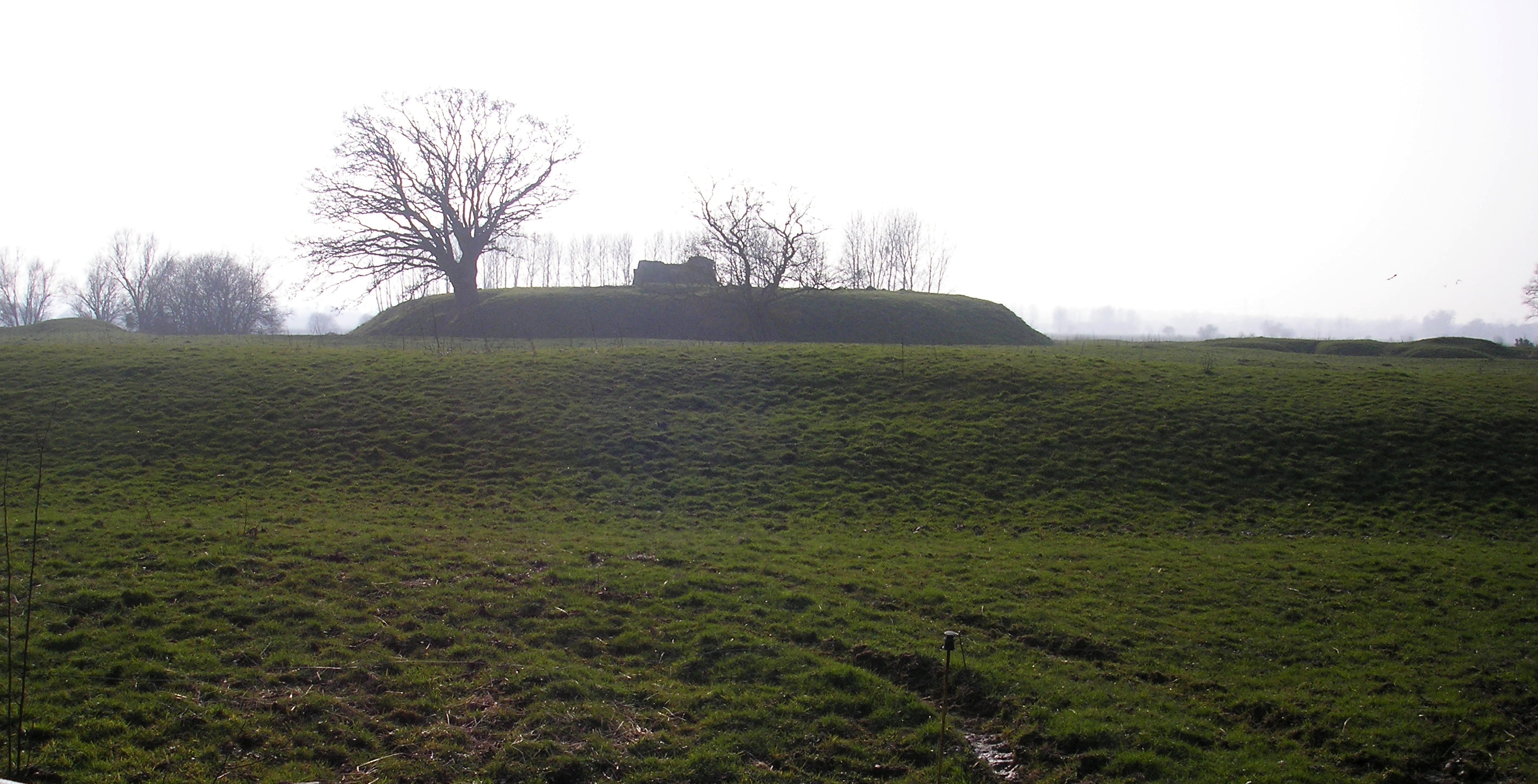
La butte Saint-Clair.

### Lieux et monuments
- Butte Saint-Clair, motte castrale, classée au titre des monuments historiques par arrêté du 12 septembre 1979[18]. Vestiges d'une ancienne place forte avec douves édifiée vers le XIe siècle et abandonnée après la guerre de Cent Ans.

Jourdain III du Hommet († 1271), connétable de Normandie et seigneur de Rémilly et Marigny fut le dernier de la lignée à tenir le château de la Butte-Saint-Clair. La place fut détruite en août 1356, vers la Saint-Laurent par les partisans du roi de Navarre, pendant la guerre de Cent Ans. Elle était alors entre les mains de Olivier IV de Montauban qui en était le seigneur.
- Église Saint-Germain (Xe remaniée au XVIIIe siècle) d'origine romane avec clocher du XIXe siècle avec fenêtres en style roman et toit en bâtière. La nef comporte des restes d'appareil en arête-de-poisson. Elle abrite des fonts baptismaux (XIIe), une statue Vierge couronnée (XVe), une statue de saint Antoine (XIXe), une verrière (XXe) de Max Ingrand[19].